# Sân bay Sivas
Sân bay Sivas (IATA: VAS, ICAO: LTAR) là một sân bay ở Sivas, thành phố ở giữa vùng Anatolia của Thổ Nhĩ Kỳ. Sân bay này có 1 đường băng dài 3810 m bề mặt nhựa đường.

## Các hãng hàng không và các tuyến điểm
- Atlasjet (Istanbul-Atatürk)
- Blue Wings (Stuttgart)
- Turkish Airlines (Istanbul-Atatürk)
  - Turkish Airlines do SunExpress cung ứng (Izmir)
  - SunExpress (Istanbul-Sabiha Gokcen)